# Военно-воздушная инженерная академия имени Н. Е. Жуковского

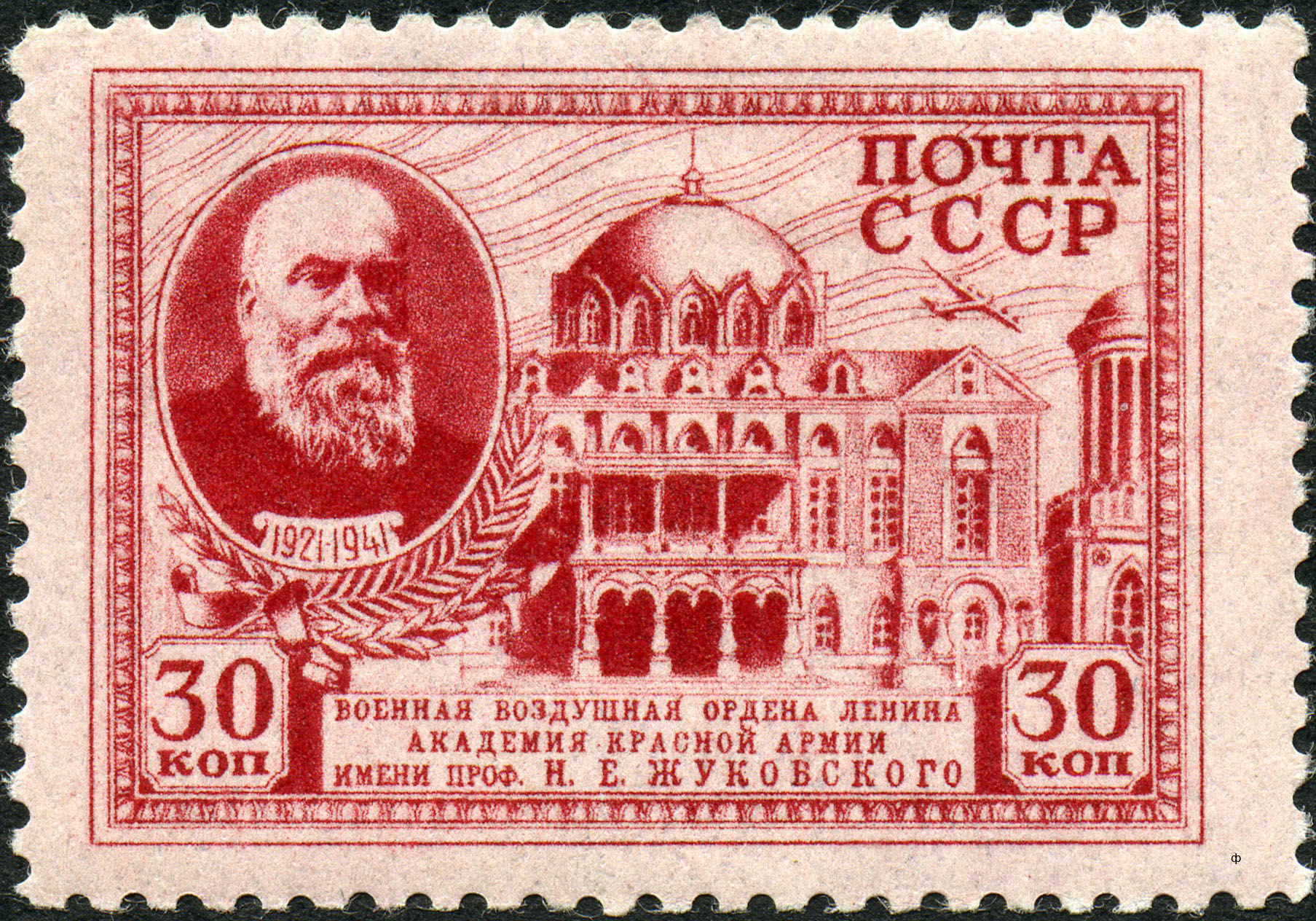
Военная воздушная ордена Ленина академия Красной Армии имени профессора Н. Е. Жуковского на марке Почты СССР, 1941 год.

Военно-воздушная инженерная орденов Ленина и Октябрьской Революции Краснознамённая академия имени профессора Н. Е. Жуковского — бывшее высшее военное учебное заведение, осуществлявшее подготовку и переподготовку инженеров для военно-воздушных сил РСФСР, СССР и Российской Федерации в 1920—2009 годах.
Была образована 23 ноября 1920 года и являлась старейшим в мире учебным заведением в области воздухоплавания. Большинство советских и российских лётчиков-космонавтов — выпускники этого вуза. Научный центр по проблемам разработки авиационной техники, её эксплуатации и боевого применения.

## Структура
Структурно вуз включал в себя центральную базу в Москве, учебные центры в Монино, Ногинске и Кашире.

### Факультеты
- № 1 — летательных аппаратов;
- № 2 — авиационного вооружения;
- № 3 — авиационного оборудования;
- № 4 — авиационного радиоэлектронного оборудования;
- № 5 — подготовки иностранных специалистов;
- № 7 — базовой подготовки.

Поскольку после 2006 года не осуществлялся набор курсантов, а после 2007 года — набор слушателей, обучаемых на факультетах стало не хватать. В 2009 году факультет базовой подготовки был расформирован, факультеты летательных аппаратов и авиационного вооружения, а также авиационного оборудования и авиационного радиоэлектронного оборудования были объединены. В 2010 году произошло новое изменение — появился факультет инженерного авиационного обеспечения.
Академия осуществляла подготовку специалистов с высшим профессиональным образованием — инженеров, инженеров-исследователей по следующим специальностям:
- «техническая эксплуатация летательных аппаратов и двигателей»;
- «робототехнические системы авиационного вооружения»;
- «электроника и автоматика физических установок»;
- «техническая эксплуатация авиационных электросистем и пилотажно-навигационных комплексов»;
- «программное обеспечение вычислительной техники и автоматизированных систем»;
- «метрология и метрологическое обеспечение»;
- «техническая эксплуатация транспортного радиооборудования»;
- «средства радиоэлектронной борьбы»;
- «исследование природных ресурсов аэрокосмическими средствами».

### Филиалы
В 1998 году в состав академии включено Ставропольское высшее авиационное инженерное училище ПВО имени маршала авиации В. А. Судца, сформированное на базе «Ставропольского высшего военного авиационного училища лётчиков и штурманов имени маршала авиации В. А. Судца» (СВВАУЛШ) в статусе филиала Военно-воздушной инженерной академии имени Н. Е. Жуковского. С 31 декабря 2004 года училище вновь получило самостоятельный статус и наименование «Ставропольское высшее военное авиационное инженерное училище (военный институт) имени маршала авиации В. А. Судца».

## История

### Московский авиатехникум
По инициативе профессора Н. Е. Жуковского 5 сентября 1919 года был создан Московский авиационный техникум, от которого ведёт свою историю военно-учебное заведение. Первоначально занятия техникума проходили в здании на Вознесенской улице (улица Радио), а в мае 1920 года авиатехникуму было предоставлено здание бывшего ремесленного училища в Малом Козловском переулке, в центре Москвы, но вдали от аэродрома.

### Институт инженеров Красного Воздушного Флота
26 сентября 1920 года Реввоенсовет Республики издал приказ № 1946, в котором постановил реорганизовать Московский авиатехникум в Институт инженеров Красного Воздушного Флота имени Н. Е. Жуковского. Положение об институте было утверждено Реввоенсоветом Республики 23 ноября 1920 года. Ректором Института был утверждён сам Н. Е. Жуковский.

### Академия Воздушного Флота имени Н. Е. Жуковского
Постановлением Совета труда и обороны РСФСР в начале 1921 года была утверждена широкая программа развития отечественной авиации и авиационной промышленности с задачей создать полный цикл отечественного самолётостроения и авиационного моторостроения. При начале её реализации сразу же выявилась нехватка инженерных кадров практически во всех звеньях авиапромышленности. После обсуждения данных вопросов было решено возложить задачу подготовки таких кадров на Институт, который Реввоенсовет Республики своим приказом от 10 июня 1922 года передал в ведение Народного комиссариата по военным делам РСФСР, а уже 9 сентября 1922 года издан приказ Реввоенсовета Республики № 2125 о введении нового штата Института с присвоением ему наименования Академия Воздушного Флота имени Н. Е. Жуковского. Первоначально Академия готовила авиаинженеров широкого профиля со сроком обучения 4 года, учебный курс включал в себя 69 дисциплин.
Летом 1923 года академия переехала в Петровский дворец и в помещение бывшего ресторана Скалкина вблизи Ходынского аэродрома, что существенно отразилось на улучшении учебного процесса. В том же 1923 году при академии было создано Военно-научное общество, практически сразу занявшее важное место в развитии отечественной авиации.

### Военно-воздушная академия РККА
17 апреля 1925 года академия переименована в Военно-воздушную академию РККА имени профессора Н. Е. Жуковского. В первые годы существования в академии не было факультетов, но в конце 1923 года было образовано два факультета: инженерный и службы Воздушного Флота (в 1926 году переименован в командный, просуществовал до 1927 года и в 1930 году вновь открыт). 29 января 1927 года произведён первый выпуск слушателей командного факультета.
В 1930-е годы в дополнение к двум существовавшим факультетам прибавились ещё четыре: авиационного вооружения (1934), оперативный (1935; проработал 2 года и вновь открылся в 1939 году), заочного обучения (1937), штурманский (1938).
До 1940 года академия оставалась единственным высшим военно-учебным заведением страны, которое готовило командиров для ВВС, инженеров широкого профиля, способных работать в войсках, промышленности и научно-исследовательских учреждениях. Её выпускники командовали авиачастями и соединениями, руководили инженерно-авиационной службой, возглавляли конструкторские бюро, авиазаводы, научно-исследовательские учреждения.

### Военная академия командного и штурманского состава ВВС Красной Армии
В марте 1940 года на базе командного, штурманского, оперативного факультетов и курсов усовершенствования начальствующего состава создана Военная академия командного и штурманского состава ВВС Красной Армии (позднее Военно-воздушная академия имени Ю. А. Гагарина). После этого академия им. Н. Е. Жуковского готовила только инженерно-технический состав для ВВС.
С началом войны академия стала комплектоваться студентами старших курсов вузов и втузов страны, что позволило сократить сроки обучения. Для переподготовки лётного, штурманского и технического состава на новую боевую технику при академии был создан учебный центр, который в первые месяцы войны переподготовил свыше 5 тысяч человек.

С июля 1941 по июнь 1943 года академия находилась в эвакуации в Свердловске. В годы Великой Отечественной войны учёные академии занимались повышением надёжности и эффективности боевого применения самолётов, улучшения их лётно-технических характеристик, обоснованием рациональных конструкций стрелково-пушечного вооружения и авиационных боеприпасов, исследованиями по увеличению точности воздушной стрельбы и бомбометания. Результаты этих исследований оказали значительное влияние на развитие боевой авиационной техники, организацию инженерно-авиационной службы ВВС и эффективность инженерно-авиационного обеспечения боевых действий советской авиации. Были проведены важные исследования, связанные с созданием реактивных двигателей и более совершенных аэродинамических компоновок самолётов, а также закладывались основы аэродинамического расчёта и проектирования скоростных самолётов, теории устойчивости, управляемости и манёвренности самолётов при больших скоростях полёта. Всего за годы войны было выполнено 672 научно-исследовательских работы.
Дорогой Иосиф Виссарионович!
Личный состав Военно-Воздушной ордена Ленина академии имени Жуковского и члены семей, горя желанием усилить военную мощь любимой Родины и ускорить разгром ненавистного врага, внесли из своих личных сбережений на постройку боевых самолётов 1.000.000 рублей. Сбор средств продолжается.
Просим присвоить построенной на собранные средства авиационной эскадрилье имя отца русской авиации Н. Е. Жуковского.
СОКОЛОВ-СОКОЛЁНОК, БАКИН, ДАНИЛОВ
Передайте личному составу Военно-Воздушной ордена Ленина Академии Красной Армии и членам семей, собравшим 1.000.000 рублей на строительство эскадрильи боевых самолётов имени Н. Е. Жуковского, — мой боевой привет и благодарность Красной Армии.
И. СТАЛИН
Газета «Известия», 18 февраля 1943 года

### Военно-воздушная инженерная академия
6 августа 1946 года академия переименована в Военно-воздушную инженерную академию имени профессора Н. Е. Жуковского. В соответствии с решением Министерства обороны СССР 6 августа 1946 года начато формирование радиотехнического факультета, с 1 февраля 1950 — специального факультета (для подготовки специалистов ВВС дружественных государств). Создан лётно-экспериментальный отдел академии и значительное количество научно-исследовательских лабораторий. Созданы кафедры реактивного управляемого вооружения, пилотажно-навигационных комплексов и управляемых авиационных ракет, лучистой энергии. Создан стенд для испытания турбореактивных двигателей (первый среди вузов страны). В 1950-е года академия одной из первых в СССР приступила к созданию электронно-вычислительных машин.

### Военный авиационный технический университет
Постановлением Правительства РФ N 1009 от 29 августа 1998 года при очередной реорганизации военного образования академия была переименована в Военный авиационный технический университет (ВАТУ). Имя Н. Е. Жуковского в наименовании вуза оказалось утрачено. В 1999 году подготовка руководящего инженерного состава была передана в ВВА им. Ю. А. Гагарина.
Петровский дворец, в течение 75 лет бывший главным корпусом, сердцем и одним из символов академии, был передан в ведение мэрии Москвы, а штаб академии переехал в дом № 3 на Планетной улице.

### Военно-воздушная инженерная академия имени Н. Е. Жуковского
Постановлением Правительства от 11 ноября 2002 года вузу вновь было возвращено название Военно-воздушная инженерная академия имени профессора Н. Е. Жуковского.

### Военно-воздушная академия имени профессора Н. Е. Жуковского и Ю. А. Гагарина
Распоряжением Правительства РФ от 7.3.2008 года № 283-р с 1 сентября 2008 года в ведении Министерства обороны создаётся федеральное государственное военное образовательное учреждение высшего профессионального образования «Военно-воздушная академия имени профессора Н. Е. Жуковского и Ю. А. Гагарина». Новое учебное учреждение создаётся путём реорганизации в форме слияния находящихся в ведении Минобороны России Военно-воздушной инженерной академии имени Н. Е. Жуковского и Военно-воздушной академии имени Ю. А. Гагарина с расположением в подмосковном Монино.

### Военный учебно-научный центр Военно-воздушных сил
С 24 декабря 2008 года создаётся федеральное государственное военное образовательное учреждение высшего профессионального образования «Военный учебно-научный центр Военно-воздушных сил «Военно-воздушная академия имени профессора Н. Е. Жуковского и Ю. А. Гагарина» (ВУНЦ ВВС ВВА), который располагался в Монино и Москве. В качестве обособленных подразделений к ВУНЦ ВВС ВВА были присоединены несколько военных училищ («Ейское высшее военное авиационное училище (военный институт) имени дважды Героя Советского Союза летчика-космонавта СССР В. М. Комарова», «Краснодарское высшее военное авиационное училище летчиков (военный институт) имени Героя Советского Союза А. К. Серова», «Сызранское высшее военное авиационное училище летчиков (военный институт)», «Санкт-Петербургское высшее военное училище радиоэлектроники (военный институт)», «Челябинское высшее военное авиационное училище штурманов (военный институт)» и «Ярославское высшее зенитное ракетное училище противовоздушной обороны (военный институт)»).
С исполнением данных распоряжений Правительства в 2009 году и слиянием «Жуковки» и «Гагаринки» история ВВИА им. Н. Е. Жуковского завершилась. При передаче учебной базы и дел академии в ВУНЦ ВВС ВВА было сокращено более половины преподавателей. В 2009 году набор слушателей не осуществлялся.

## Начальники академии[8]
- 1920—1921 — Жуковский, Николай Егорович
- 1922—1923 — Вегенер, Александр Николаевич
- 1924—1925 — Соллогуб, Николай Владимирович
- 1925—1927 — Лазаревич, Владимир Саламанович
- 1927—1933 — Хорьков, Сергей Гаврилович
- 1934—1936 — комкор Тодорский, Александр Иванович
- 1936—1940 — генерал-майор авиации Померанцев, Зиновий Максимович
- 1940—1941 — генерал-майор авиации Соколов-Соколёнок, Николай Александрович
- 1941—1942 — полковник Хадеев, Степан Петрович
- 1942—1947 — генерал-лейтенант авиации Соколов-Соколёнок, Николай Александрович
- 1947—1969 — генерал-полковник инженерно-технической службы Волков, Владимир Иванович
- 1969—1973 — генерал-лейтенант-инженер Федяев, Николай Максимович
- 1973—1986 — генерал-полковник авиации Филиппов, Василий Васильевич
- 1986—1992 — генерал-полковник авиации Кремлев, Виталий Яковлевич
- 1992—2002 — генерал-полковник авиации Ковалёнок, Владимир Васильевич
- 2002—2009 — генерал-лейтенант Максимов, Анатолий Николаевич[9]

## Награды
За период своего существования академия награждена следующими орденами:
- Орден Ленина (21.02.1933)
- Орден Октябрьской Революции (1970 год)
- Орден Красного Знамени (18.08.1945)
- Орден Народной Республики Болгария I степени (НРБ, 1970 год)
- Боевой орден «За заслуги перед народом и Отечеством» в золоте (ГДР, 1973 год)
- Орден «Дружбы» (СРВ, 1977 год)
- Командорский крест со звездой ордена Заслуг перед Польской Народной Республикой» (ПНР, 1978 год)
- Орден Красной Звезды (ВНР, 1985 год)

## Выпускники
За годы существования вуза 865 выпускников были удостоены звания Героя Советского Союза, 61 человек — дважды, 89 человек стали лауреатами Ленинской и Государственной премий.
Среди известных выпускников академии — лётчики-космонавты СССР первого отряда космонавтов Юрий Гагарин, Герман Титов, Валентина Терешкова, Владимир Комаров, Алексей Леонов и другие.
С целью сохранения исторического и научного наследия ВВИА имени профессора Н. Е. Жуковского организована «Ассоциация выпускников и сотрудников ВВИА имени профессора Н. Е. Жуковского». На её площадке ведутся проекты, так или иначе связанные с социальными, культурными, научными и иными общественно-полезными целями[значимость факта?].